# Saint-Aubin-des-Coudrais
Saint-Aubin-des-Coudrais é uma comuna francesa na região administrativa do País do Loire, no departamento de Sarthe. Estende-se por uma área de 17.4 km². Em 2010 a comuna tinha 940 habitantes (densidade: 54 hab./km²).